# علي شعيتو
علي شعيتو (مواليد 5 أكتوبر 2002) هو لاعب كرة قدم لبناني يلعب في مركز الوسط لنادي البرج في الدوري اللبناني الممتاز والمنتخب اللبناني.

## مسيرته الكروية
لعب شعيتو لصالح الإصلاح البرج الشمالي في الدوري اللبناني الدرجة الثانية 2020–21. ثُم انتقل إلى نادي البرج في أغسطس 2021، قبل موسم 2021–22.

## مسيرته الدولية
مثل شعيتو لبنان تحت 23 سنة في بطولة اتحاد غرب آسيا تحت 23 سنة خلال نُسختي 2021 و2022. استدعي لمنتخب لبنان لأول مرة للعب كأس اتحاد جنوب آسيا 2023 في الهند، وظهر لأول مرة في 25 يونيو 2023، في الفوز 4–1 على بوتان.

## أسلوب اللعب
يُعرف شعيتو بتسديداته بعيدة المدى.